# Marit Törnqvist

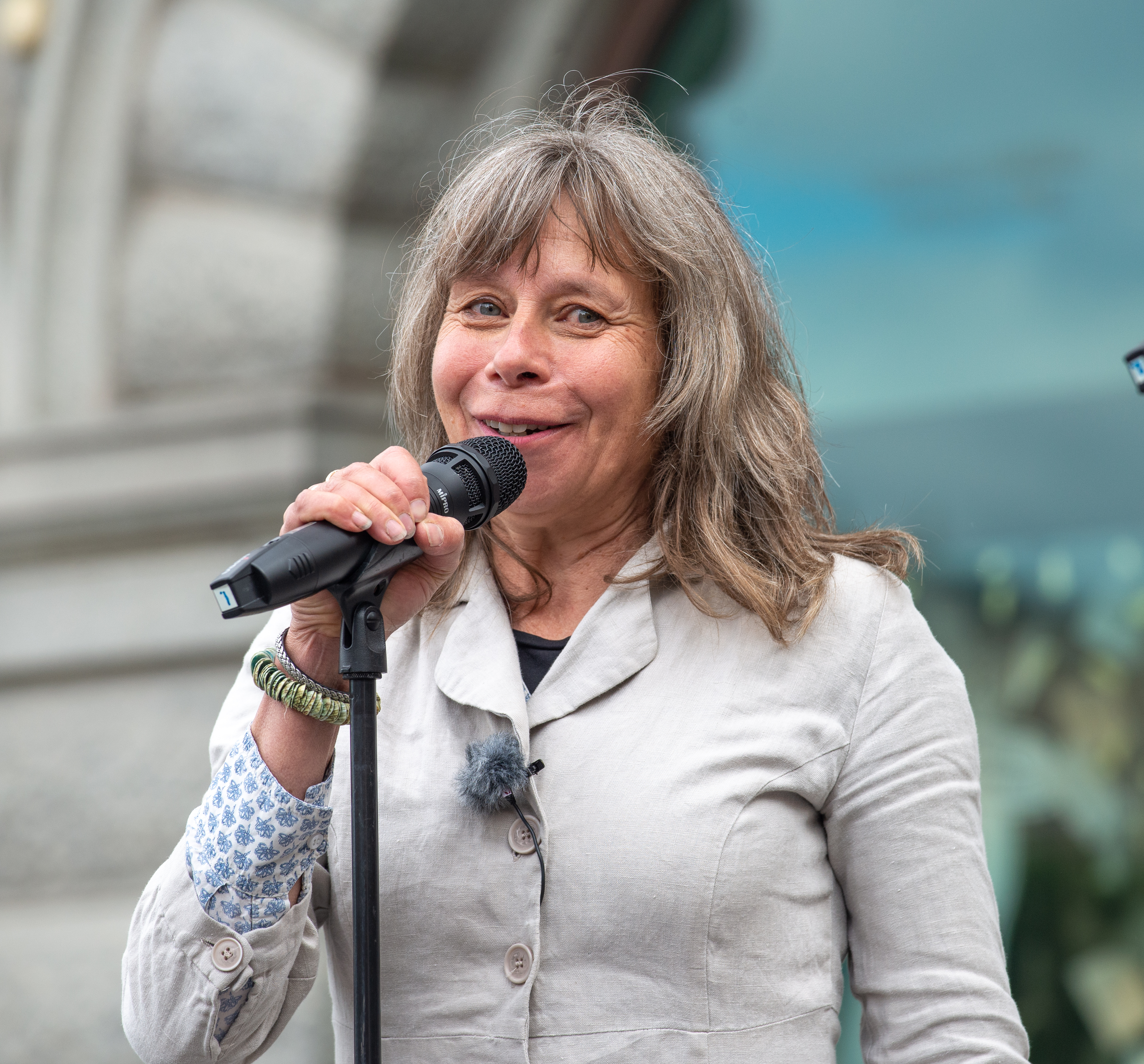
Marit Törnqvist under manifestationen Den stora saknaden på Mynttorget i Stockholm 2022.

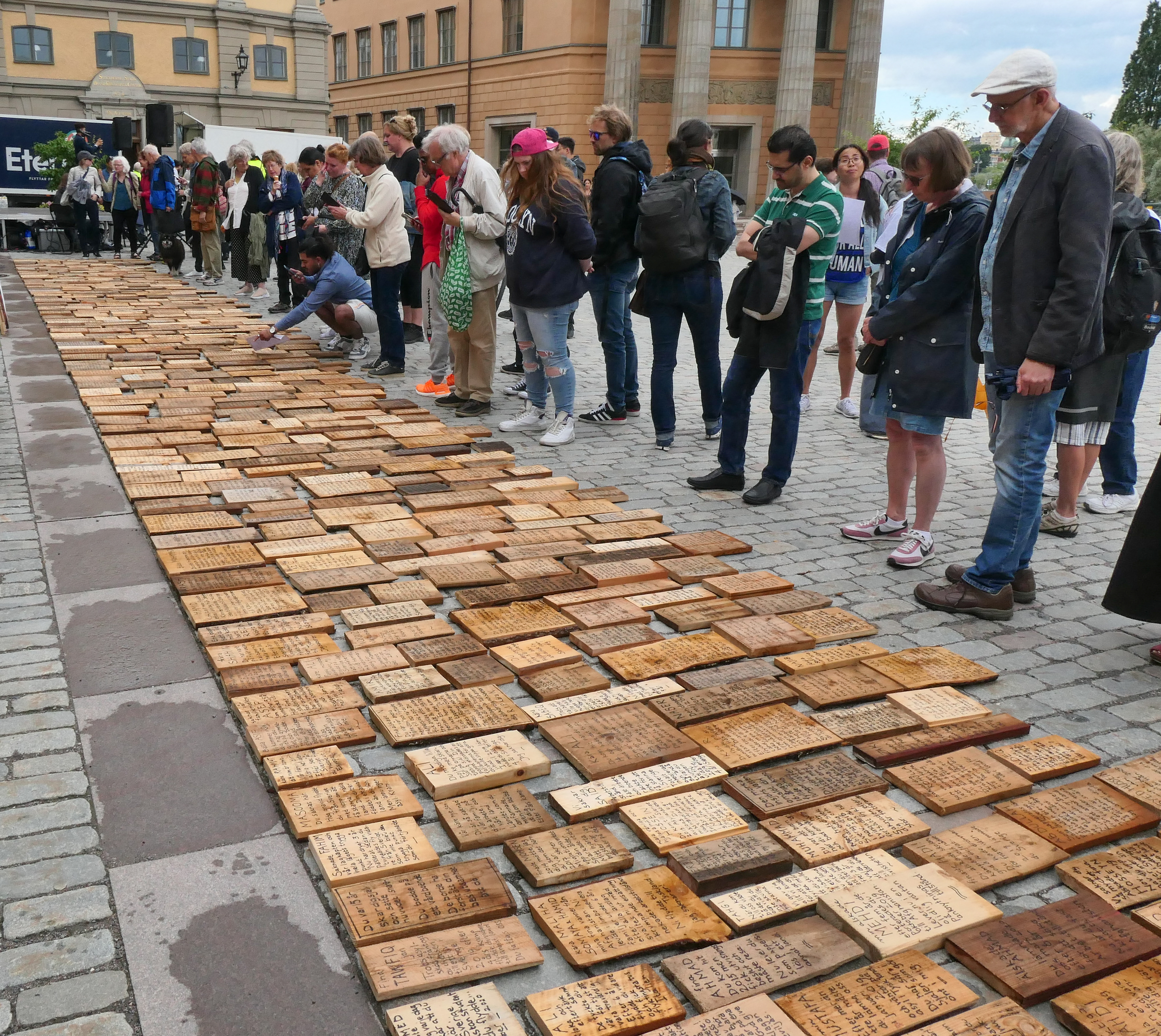
I installationen Den stora saknaden har Marit Törnqvist placerat ut 500 handskrivna brädor för att uppmärksamma alla dem som välkomnades att söka asyl i Sverige men sedan hamnade i en fälla av långa väntetider, rättsosäkra beslut, åldersuppskrivningar och ändrade lagar.

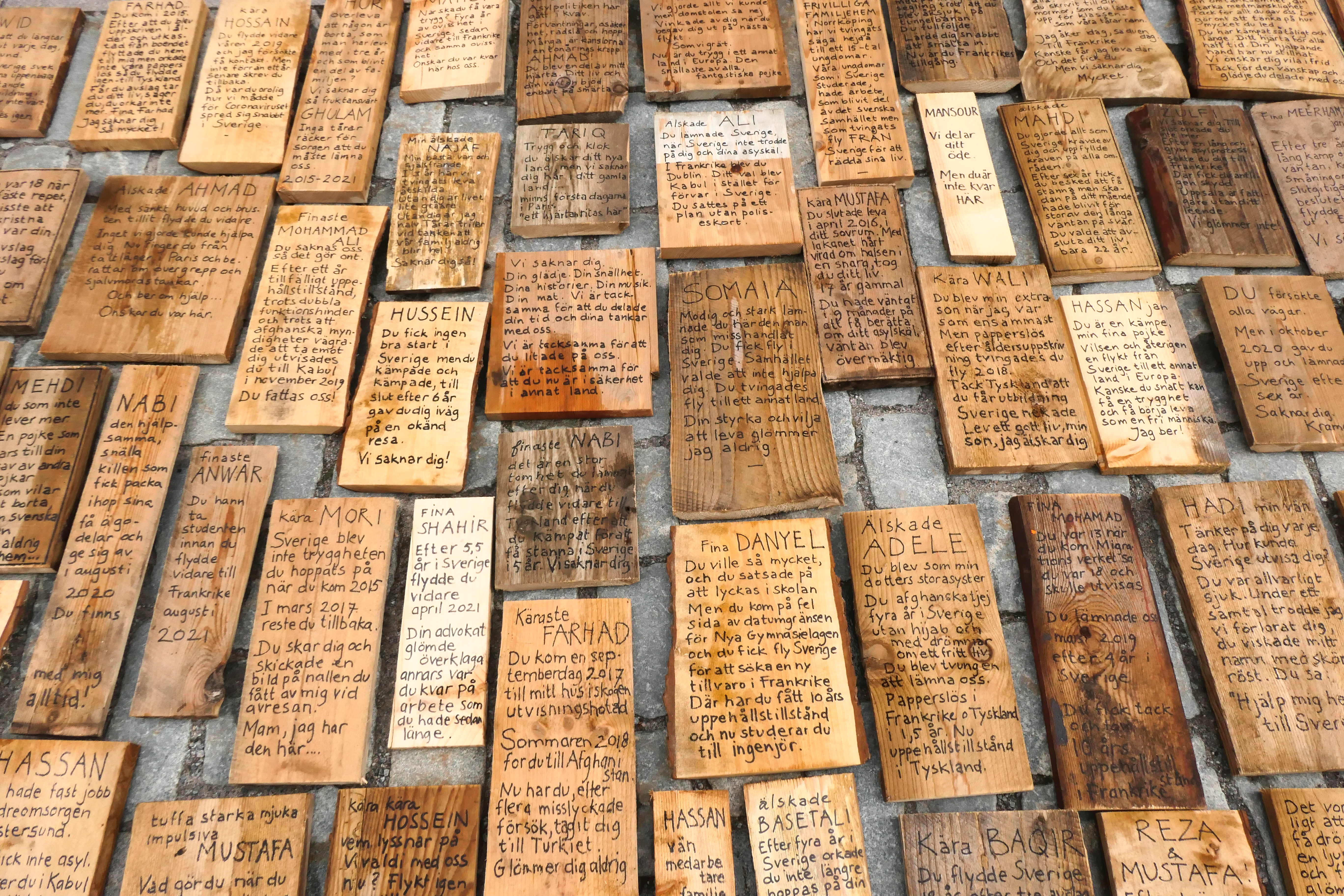
Enskilda flyktingöden avspeglar sig i minnestexterna. Några gick döden till mötes.

Marit Törnqvist, född 19 januari 1964 i Uppsala domkyrkoförsamling i Uppsala län, är en svensk-nederländsk illustratör, scenograf och författare.
Törnqvist, som är bosatt i Amsterdam, har bland annat illustrerat böcker av Astrid Lindgren samt varit konstnärlig rådgivare på Junibacken där hon också gjorde scenografin för Astrid Lindgrens sagotåg samt Villa Villekulla-salen.

## Biografi
Törnqvist är dotter till den svenske professorn Egil Törnqvist och nederländska översättaren Rita Törnqvist-Verschuur samt sondotter till Einar Törnqvist. Hon flyttade redan som femåring till Nederländerna där hon fortfarande är bosatt. Hon äger dock en liten gård i Östergötland som hon ofta besöker. Törnqvists mor var den som översatte Astrid Lindgrens böcker till nederländska och på så sätt växte hon upp med Lindgrens sagor. 1972 köpte hennes föräldrar en liten gård i Småland och redan första sommaren fick de besök av Lindgren.
1982 blev Törnqvist antagen till illustratörslinjen på konstakademin i Amsterdam. När hon tog examen 1987 reste hon nästan omgående till Sverige för att visa upp sina bilder hos olika bokförlag. Rabén & Sjögren letade vid det tillfället efter en ny illustratör till Astrid Lindgren och Törnqvist fick genast två uppdrag, ett av dem var När Bäckhultarn for till stan. Efter detta följde flera böcker av Lindgren.
När museet Junibacken på Djurgården i Stockholm började byggas i mitten av 1990-talet fick Törnqvist formge scenografin till Astrid Lindgrens sagotåg och Villa Villekullasalen. Junibacken invigdes 1996 och fram till maj 2003 var Törnqvist konstnärlig rådgivare. Sedan dess har hon varit ansvarig för Sagotåget och Villa Villekullasalen. Olika priser tilldelades Törnqvist för scenografin på Junibacken, bland annat Lidmanpriset och Emilpriset.
Sedan 2014 är Törnqvist aktiv i olika projekt för flyktingbarn, bland annat utdelades i mars 2015 30 000 bilderböcker på arabiska, varav 15 000 exemplar av Sunnanäng, på alla svenska flyktingförläggningar välkomstbok. Hon tog också initiativet till ett flyktingbarnprojekt, Een boek voor jou, i Nederländerna. Där sammanställde hon en antologi på arabiska och ordnade hon en turné med mer än 100 workshops av författare och tecknare på flyktingförläggningar. Hon är sedan dess  engagerad i framförallt afghanska flyktingars situation i Sverige. I juni 2022  visade hon konstinstallationen Den stora saknaden på Mynttorget i Stockholm. Konstverket består av 500 brädor med handskrivna minnestexter över människor som sökt asyl i Sverige och sedan dött, deporterats eller flytt till ett annat land.
Törnqvist är också aktiv inom Read with me, ett iranskt bokprojekt som når ut till 500 000 utsatta barn, varav många afghanska flyktingbarn. Hon är mentor för iranska illustratörer som arbetar med bilderböcker.
Under tiden har Törnqvist arbetat med många olika författare och skrivit flera egna böcker. Hon har fått priser för både text och bild i bland annat Nederländerna och haft utställningar över hela världen. År 2020 blev hon tilldelad  IBBY iRead Reading Promotor Award för sitt bokprojekt med barn i hela världen.

### Flyktinginstallation"Den stora saknaden"
På den internationella flyktingdagen den 20 juni 2022 invigdes installationen "Den stora saknaden" på Mynttorget i Stockholm med bland annat Jan Eliasson som invigningstalare. Sedan sommaren 2021 hade Marit Törnqvist börjat skriva ned minnestexter på överblivna träbitar efter flyktingvänner som lämnat Sverige. Det blev ett sätt för henne att kanalisera ilska, frustration och sorg. Projektet växte med hundratals fler berättelser från människor runt om i Sverige. Installationen bestod till slut av 500 minnestexter över enskilda flyktingöden. Några av dessa asylsökande hade rest vidare från Sverige efter upprepade avslag, andra har deporterats till krigets Afghanistan och andra har tagit livet av sig. 

### Böcker utgivna i Sverige (ej Astrid Lindgren)
- Julkarpen 1989
- Våghalsen 1990
- Julklappsboken 1993 (i novellsamlingen En jul när jag var liten)
- Liten berättelse om kärlek 1995
- Hjältar i strumplästen 1998
- Uppfinnarleken 1999
- Du är det finaste 2001
- Fru Lögngren i sann ingens tjänst 2002
- Pikkuhenki, berättelsen om en mycket liten häxa 2005
- Sagoresan, från Junibacken till Nangilima 2006
- Du och jag och min lilla cykel 2010
- Större än en dröm 2013
- Flickan som försvann
- Fabians fest 2016
- Den lyckliga ön 2018
- Sköldpadda och jag 2023

### Illustrerade Astrid Lindgren-böcker
- När Bäckhultarn for till stan (1989)
- När Adam Engelbrekt blev tvärarg (1991)
- I skymningslandet (1994)
- Sunnanäng (2003)
- Sagoresan (2006)
- Alla ska sova (2019)
- Kalle – den lille tjurfäktaren (2019)

## Priser och utmärkelser (ett urval)
- 1996 – Årets Stockholmska för scenonografin på Junibacken
- 1996 – Silvergriffel Nederländerna Liten berättelse om kärlek
- 1997 – Lidmanpriset för scenografin på Junibacken
- 2004 – Emilpriset
- 2006 – Guldpensel Nederländerna Pikkuhenki, berättelsen om en mycket luten häxa
- 2007 – Peter Pans silverstjärna
- 2011 – Guldplaquette Biënnale Bratislava
- 2014 - DUDO Större än en dröm
- 2016 - Astrid Lindgrens Världs stipendium
- 2016 - Shortlist Hans Christian Andersenpriset
- 2018 - Silvergriffel Den lyckliga ön
- 2018 - Boekenpauw Belgien Den lyckliga ön
- 2020 - IBBY iRead Outsanding Reading Promotor Award